# Silvia Kündig-Schlumpf
Silvia Kündig-Schlumpf (* 1955) ist eine Schweizer Politikerin (Grüne) und schulische Heilpädagogin.

## Ausbildung und Beruf
1975 schloss sie das Primarlehrer-Patent im Kanton St. Gallen ab. In den darauffolgenden Jahren war sie zuerst in Schmerikon und dann in Rapperswil-Jona als Primarlehrerin tätig. 2007 absolvierte sie ihr Studium an der Hochschule für Heilpädagogik mit einem Abschluss in Schulischer Heilpädagogik / MA in Special Needs Education. Von 2008 bis 2010 war sie als schulische Heilpädagogin in der Integrativen Förderung (IF) der Schule Stäfa tätig. 2015 erwarb sie ein CAS in Kommunikation & Beratung in integrativer Schule. Seit August 2017 arbeitet sie in der Beratung und Unterstützung für die Beschulung von Kindern mit Behinderungen in der Regelschule.

## Politische Tätigkeit
Seit 2002 ist Silvia Kündig-Schlumpf Mitglied der Unabhängig Grünen Sozialen Bewegung UGS. Von 2004 bis 2019 war sie Kantonsrätin im Kanton St. Gallen. Sie hat sich in dieser Zeit vor allem für Umwelt- und Bildungsthemen eingesetzt. Auch hat sie wichtige Beiträge geleistet mit Vorstössen auf Kantonsebene, unter anderem um das Schmerkner Seeufer von privaten Überbauungen freizuhalten. Seit Mai 2019 ist sie nebenamtlich als Kreisrichterin in Wahlkreis See-Gaster tätig. Sie ist auch Beisitzerin im Vorstand der Grüne Linth.

## Privatleben
Silvia Kündig-Schlumpf ist verheiratet und hat zwei Kinder. Sie lebt im Kanton St. Gallen. In jungen Jahren reiste sie nach Südamerika und wurde so stark umwelt- und gesellschaftspolitisch geprägt.